# 埃尔温·西塔斯
埃尔温·西塔斯（德語：Erwin Sietas，1910年7月24日—1989年7月20日），德国男子游泳运动员。他曾代表德国参加1928年、1932年和1936年夏季奥林匹克运动会游泳比赛，其中1936年奥运会获得一枚银牌。